# Radersburg
Radersburg is een plaats (census-designated place) in de Amerikaanse staat Montana, en valt bestuurlijk gezien onder Broadwater County.

## Demografie
Bij de volkstelling in 2000 werd het aantal inwoners vastgesteld op 70.

## Geografie
Volgens het United States Census Bureau beslaat de plaats een oppervlakte van
1,7 km², geheel bestaande uit land. Radersburg ligt op ongeveer 1317 m boven zeeniveau.

## Plaatsen in de nabije omgeving
De onderstaande figuur toont nabijgelegen plaatsen in een straal van 36 km rond Radersburg.

## Geboren in Radersburg
- Myrna Loy (1905-1993), actrice